# Магомедов, Тагир Силахудинович
Таги́р Силахуди́нович Магоме́дов (5 мая 1978, Шамхал, Дагестанская АССР, РСФСР, СССР) — российский армрестлер, 18-кратный чемпион мира по армспорту среди спортсменов-инвалидов. Заслуженный мастер спорта.

## Биография
Родился 5 мая 1978 года в посёлке Шамхал Дагестанской АССР. Выходец из Цунтинского района селение Шапих, Тагир родился слабым и больным. В детстве у него отказали обе ноги, после чего здоровье Тагира Магомедова стало немного улучшаться. Внешне он выглядел вполне здоровым ребёнком, однако ему приходилось пользоваться инвалидной коляской.
В 16 лет Магомедов впервые принял участие в школьных соревнованиях по армрестлингу и занял первое место. Через год на проходивших в посёлке Шамхал республиканские соревнования по армрестлингу Магомедов занял первое место. Тренировался под руководством заслуженного тренера России Гасана Алибекова. Воспитанник МССШОР имени Али Алиева.
В середине марта 2001 года в Махачкале стал чемпионом России. В 2001 году на чемпионате Европы в Евле (Швеция) Тагир Магомедов завоевал титул чемпиона Европы в весовой категории до 55 кг (левая рука).
В 2004 году на Чемпионате Европы в Гдыне (Польша) Магомедов боролся обеими руками, как среди обычных спортсменов, так и среди инвалидов и завоевал одну золотую и три серебряных медали.
В октябре 2014 года Тагир Магомедов участвовал на Чемпионате мира по армрестлингу среди спортсменов-инвалидов в польском городе Гданьске. Выступая в весовой категории до 70 килограммов, Магомедов выиграл две золотые медали и стал шестнадцатикратным чемпионом мира по армрестлингу.
В декабре 2015 года стал победителем в номинации «Спорт для всех» (спортсмены-инвалиды) премии «Спортсмен года» Махачкалы.
В феврале 2017 года на чемпионате России по армрестлингу среди спортсменов с поражением опорно-двигательного аппарата завоевал золотую и бронзовую медаль в весовой категории до 70 кг.